# Monotypie
Monotypie (jednotisk) je tradičně řazena mezi grafické techniky z plochy, protože se tiskne na papír z kovové desky, jejíž okraje se vytlačí do papíru. Předloha vytvořená na desce se však při tisku přenese na papír pouze jednou a tisk nelze opakovat. Monotypie je tak zároveň specifickou malířskou technikou, protože každý list monotypu je unikátem. Od monotypu se odlišují tzv. monoprinty, které se tisknou v malé sérii z desek, na kterých je předem vytvořena kresba (rytím, leptem), která je upravena přemalbou zvlášť pro každý monoprint.

## Historie

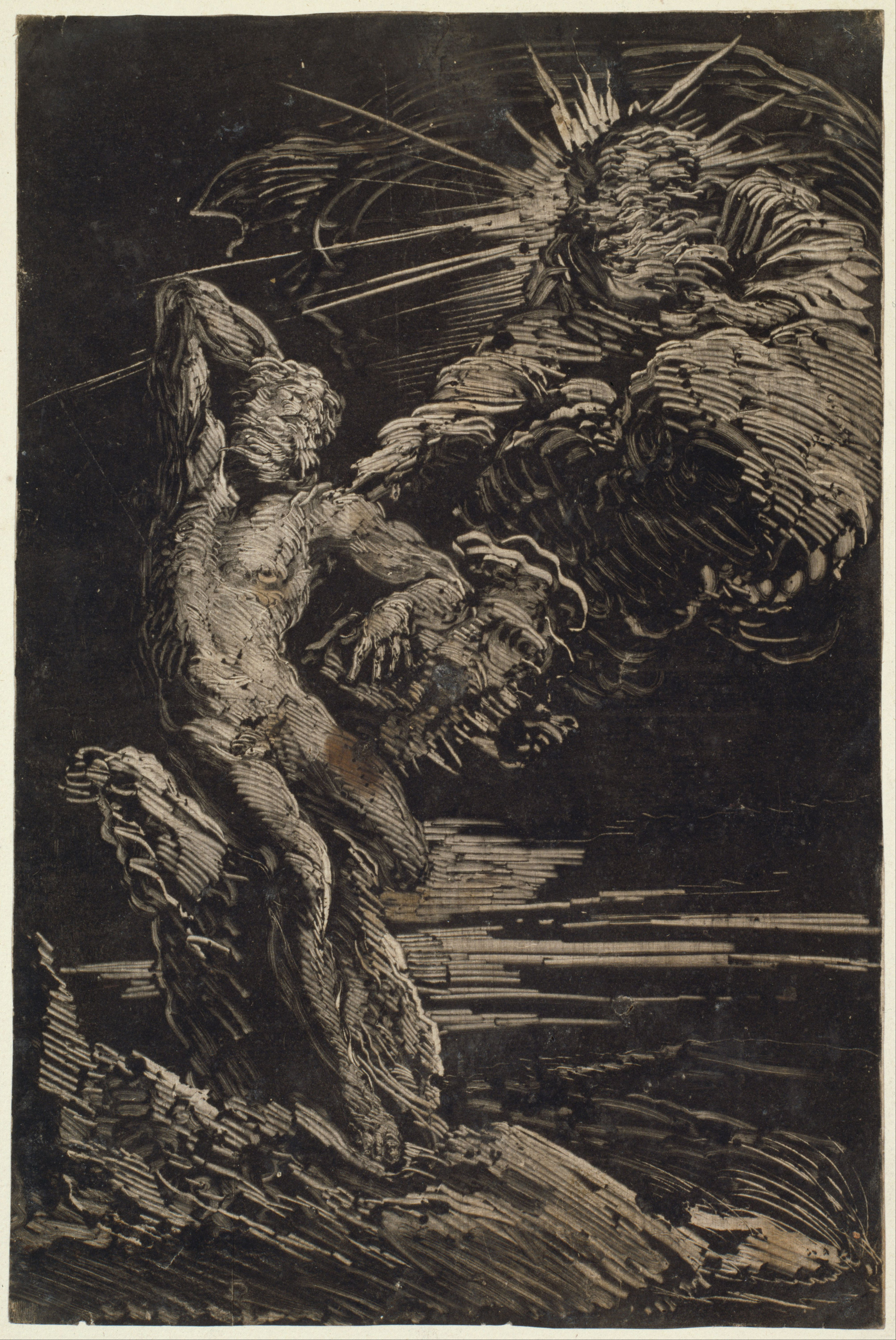
Giovanni Benedetto Castiglione, Zrození Adama, monotyp, Google Art Project

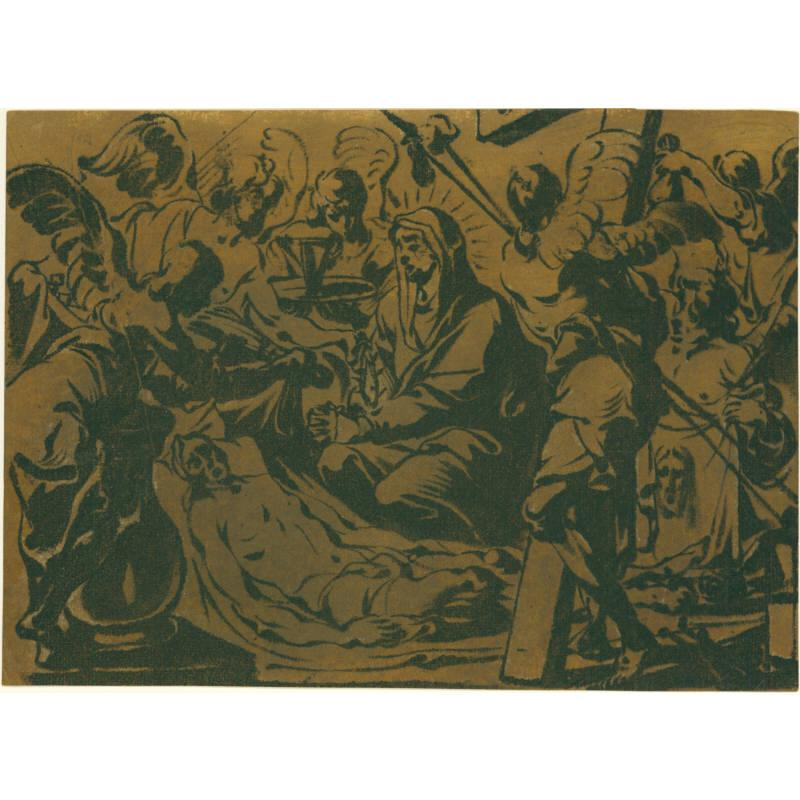
Antoon Sallaert, Oplakávání Krista, monotyp (c. 1640)

Monotypii zavedl již kolem roku 1640 Giovanni Benedetto Castiglione (1609–1664), ale jako autor této metody je uváděn rovněž vlámský malíř Antoon Sallaert (1594–1650). Významná díla s využitím této techniky vytvořili např. Rembrandt van Rijn nebo William Blake. Největší rozvoj zaznamenala od konce 19. století (Edgar Degas, Paul Gauguin) a zejména ve 20. století (Pablo Picasso). Edgar Degas užíval monotyp i jako podtisk pod své pastely. V Americe zavedl techniku monotypu Maurice Prendergast (1858–1924).
Umělci v okruhu Franka Duvenecka ve Florencii a Benátkách nazývali techniku Bachertypes (Bacherotypie) podle tiskaře Otto Bachera, který tiskl díla na svém přenosném lisu. Americký ilustrátor William H. Chandle, který vytvářel monotypy na skleněný povrch, nazýval své tisky Vitreographs (Vitreografie).
V Čechách vytvořil první monotypy v letech 1904–1905 Tavík František Šimon (1877–1942). V 60. letech 20. století používala techniku monotypu řada malířů v kombinaci s reliéfním materiálovým tiskem. Z českých umělců se monotypií zabývali např. Bohuslav Reynek, Vladimír Boudník, Josef Istler, Vojta Nolč, Jan Koblasa, Jan Hladík, Aleš Veselý nebo Oldřich Hamera.

## Postup
Monotyp je technika, která umožňuje rychle zaznamenat malířské nápady. Kompozice malovaná řídkými olejovými barvami na kovové (řidčeji skleněné, kamenné, plastové, dřevěné) desce může být doplněna různými materiály jako je papír, textil, provázky, písek, piliny apod. a upravena např. prorýváním nebo vytíráním světel za pomoci hadříku či kůže. Desku je možno předem galvanicky poniklovat nebo postříbřit, aby barvy neztratily svěžest působením oxidovaného kovu. Kromě olejových barev lze užít i barvy tiskařské nebo vodorozpustné kvašové, ve zvláštních případech i mastné litografické tužky a křídy.
V moderním umění se často používá i malba do stejnoměrně naválené barvy, která se ve světlech odebírá pomocí hadříku, nebo se prorývá štětcem, špachtlí i dalšími nejrůznějšími nástroji či prsty. Paul Gauguin a Paul Klee užívali také protisku, kdy do naválené barvy prorývali kresbu z přiloženého papíru. 
Vytvořený obraz se okamžitě přenáší na navlhčený měkký a málo klížený (japonský) papír ručním přetiskem pomocí válečku nebo v satinýrce. Výsledkem je zrcadlově obrácený otisk štětcové kresby. Její jedinečnost spočívá v průzračnosti, svítivosti, měkkosti a náhodném jemném splývání barev, kterými připomíná akvarel. V 60. letech malíři pro tisk užívali také různé netradiční formáty kovových desek (Jan Hladík, Vladimír Boudník, Oldřich hamera).
Další možností je provedení kresby na měkké podložce, např. voskovaném plátně, ze které se monotyp ručně přetiskne na pevnou podložku – dřevo, sololit, zeď.